# Josh Asselin
Joshua Joseph Asselin, detto Josh (Caro, 24 dicembre 1978), è un ex cestista statunitense naturalizzato dominicano.

## Palmarès
- All-NBDL First Team (2004)
- Liga LEB MVP finali: 1

Manresa: 2006-2007